# 張琴堂
張琴堂，山東海豐縣人，清朝軍事將領，武傳臚出身。
道光六年（1826年），張琴堂中式丙戌科二甲第一名武進士（傳臚）。授官三等侍衛。差滿後外放，道光二十年（1840年）署任雲南廣南府廣南營參將。